# Маримба
Мари́мба — ударный музыкальный инструмент, родственник ксилофона. На маримбе играют маллетами — специальными палочками с обмотанными нитками головками, реже просто с резиновыми головками. Маримба отличается от ксилофона в первую очередь диапазоном и тембром — и, соответственно, размером клавиш и резонаторов. Так же, как у ксилофона, резонатором является металлическая или деревянная трубка, подвешенная вертикально под клавишей. У традиционной формы инструмента эту функцию выполняет высушенная тыква.
Возникла маримба в Южной Мексике, это инструмент, созданный по типу африканского балафона, затем маримба стала распространённым инструментом в Африке, Центральной и Северной Америке.
Используется в основном в академической музыке, чаще всего как сольный инструмент либо для игры в ансамбле. Также встречается в джазе и американской популярной музыке. В оркестровой музыке встречается редко по причине относительно негромкого звучания и несколько специфичного тембра. 
Сегодня существуют маримбы различного диапазона:
1. Четыре октавы, от ноты «до» малой октавы до ноты «до» четвёртой.
2. Четыре и 1/3 октавы, от ноты «ля» большой октавы до ноты «до» четвёртой.
3. Четыре с половиной, от ноты «фа» большой октавы до ноты «до» четвёртой.
4. Пятиоктавная концертная, от ноты «до» большой октавы до ноты «до» четвёртой.[источник не указан 1790 дней]

Маримба обладает богатым, мягким и глубоким тембром, позволяющим добиваться выразительного звучания. Современная техника игры на маримбе подразумевает игру несколькими палочками одновременно. Обычно используются 2-4 палочки, реже — 5-6. На инструменте можно исполнять мелодии, гармонии, виртуозные пассажи.
Чаще всего пластины инструмента сделаны из натуральной древесины розового гондурасского дерева или палисандра, расположены и настроены по принципу клавиатуры фортепиано. Иногда маримбу изготавливают из стекла.
Как правило, наконечники палочек для маримбы обмотаны шерстяными или хлопковыми нитями. Подбор палочек позволяет музыканту получить целый спектр различных тембров, от резкого щелкающего, «ксилофонового», до мягкого, напоминающего церковный орган.
Родственные ударные инструменты — ксилофон, вибрафон, колокольчики.
Оригинальный вариант маримбы встречается в музыке народов Африки, Южной Америки, Индонезии, Дальнего Востока.

## Маримба в современной академической музыке
Маримбу использовали в своих сочинениях Дариюс Мийо (Концерт для маримбы и вибрафона с оркестром), Оливье Мессиан (Преображение Господа нашего Иисуса Христа, Франциск Ассизский), Тору Такэмицу (Rain Tree), Франко Донатони, Карен Танака (Tales of Trees), Дженнифер Хигдон (Splendid Woods), Небойша Живкович (два концерта для маримбы с оркестром), И Чен (Sound of the Five), Марьян Мозетич (Концерт для фагота, маримбы и струнного оркестра), Андрей Дойников (Frolic-romance), Стив Райх (Six Marimbas) и многие другие современные композиторы. Большой вклад в развитие исполнительства на маримбе и популяризацию инструмента в мире внесли Ней Розауро и Кейко Абэ — они являются создателями большого количества произведений для маримбы и ведут активную концертную деятельность.

## Знаменитые[источникне указан 991 день]исполнители на маримбе
Ряд современных исполнителей на ударных инструментах прославились в первую очередь как маримба-исполнители — Людвиг Альберт, Кэйко Абэ, Кунико Като, Богдан Бакану, Ней Розауро, Гордон Стаут, Жан Жеффруа, Роберт Ван Сайз, Петер Садло, Мартин Грубингер, Михаил Вязьмин, Виктор Олинбергер, Михаил Афанасьев и многие другие. Ли Говард Стивенс составил первое и пока единственное полноценное пособие по игре на маримбе, но касается оно исключительно постановки, им изобретённой (существует три варианта расположения палочек в руке и, как следствие, три основных исполнительских техники — «традиционная», постановка Гари Бёртона и постановка Стивенса).

## Маримба в рок-музыке
Маримба использована группой Rolling Stones в песне «Under My Thumb» (играет Брайан Джонс). Очень часто партии маримбы и вибрафона добавлял в свои композиции Фрэнк Заппа.
Песня «Mamma Mia» (ABBA) своим необычным звучанием обязана маримбе.
Также использована группой Queen при записи альбома Queen II.
За вклад в изучение и возрождение маримбы в 2011 году министерство культуры Анголы наградило учёного и поэта Хорхе Маседо — эксперта этно-музыковедения в Университете Киншасы, где он и написал все свои труды об этом инструменте.
Изданный Linn Records диск «Kuniko plays Reich» с записями произведений Стива Райха в обработке для маримбы, исполненными Кунико Като, стал самым коммерчески успешным альбомом классической музыки 2011 года.